# Мехмет Шеху
Мехмет Шеху (алб. Mehmet Shehu; 10 січня 1913, м. Чоруш — 17 грудня 1981, Тирана) — політичний діяч Албанської партії праці, прем'єр-міністр Албанії за часів правління Енвера Ходжі.

## Біографія
У 1930-их роках навчався у військовому коледжі в Неаполі.
З 1937 до 1939 року під час громадянської війни в Іспанії бився у лавах іспанських інтернаціоналістів у бригаді ім. Гарібальді. З 1939 до 1942 року перебував у таборі для інтернованих у Франції.
З 1942 року брав участь у албанському партизанському русі проти військ фашистської Італії й у діяльності Албанської комуністичної партії. У 1943 році був обраний кандидатом у члени ЦК партії. З 1943 до 1944 року був командиром 1-ї партизанської бригади. Після цього — командир дивізії Національно-визвольної армії Албанії. З 1944 до 1945 — член Антифашистської ради національного визволення (тимчасового уряду Албанії).
Під час війни заслужив репутацію суворого та безжалісного командира. За його ініціативою були страчені глави багатьох кланів у горах північної Албанії.
Після звільнення Албанії від окупації став заступником начальника генерального штабу, а після навчання у Москві — начальником генерального штабу. Пізніше дослужився до звання генерала армії.
У 1948 році провів чистку проти прибічників Йосипа Тіто. Після цього став другою особою в партії (після Енвера Ходжі). З цього ж року — член ЦК, з 1948 до 1953 — також секретар ЦК. З 24 червня 1953 року — міністр оборони та закордонних справ (до нього ці посади займав сам Енвер Ходжа, поряд із постом прем'єр-міністра, який він зберіг за собою).
З 1948 до 1954 року — заступник Голови Ради міністрів та міністр внутрішніх справ. З 1954 до 1981 року — голова Ради міністрів, з 1974 року — також міністр національної оборони. З 1947 — депутат албанського парламенту.
Шеху був не лише найближчим другом і прибічником Ходжі, але й одним з авторів ізоляціоністської політики, ініціатором розриву з СРСР та зближення з Китаєм. На XXII з'їзді КПРС Анастас Мікоян процитував слова Шеху: «Хто не згоден з нашою керівною роллю, той отримає плівок в обличчя, удар у щелепу, а якщо потрібно — то й кулю в голову».
У 1981 році між ним і диктатором Енвером Ходжею виникли розбіжності. Було оголошено, що Шеху покінчив із життям самогубством, оскільки було, нібито, викрито його шпигунство на користь Югославії. Існує версія, що насправді Шеху був застрілений прямо на засіданні ЦК АПП. У зв'язку з цим Ходжа навіть дописав додаткову главу (1982) у своїй програмній книзі «Тітівці», присвятивши її «справі Мехмета Шеху». Родичі Шеху були відправлені в ув'язнення та звільнені лише після падіння комуністичного режиму 1991 року. Молодший син Шеху, Башкім, присвятив життя пошукам могили батька й 19 листопада 2001 року оголосив, що виявив її.
У романі Ісмаїла Кадаре «Наступник» у літературній формі змальовано біографія Шеху.